# Gun Shy
 (octobre 2017).
Pour plus de détails, voir Fiche technique et Distribution.
Gun Shy est un film britannique réalisé par Simon West et sorti en 2017. Il s'agit d'une adaptation du roman Salty de Mark Haskell Smith.

## Synopsis
En vacances avec sa femme au Chili, une rock star déjantée, Turk Henry, apprend qu'elle a été enlevée par des terroristes lors d'une expédition.

## Fiche technique
Sauf indication contraire, les informations mentionnées dans cette section peuvent être confirmées par la base de données cinématographiques IMDb,  présente dans la section « Liens externes ».
- Titre original : Gun Shy
- Titre de travail : Salty
- Titre français pour la diffusion en télévision : Rock'n'Chili[1]
- Réalisation : Simon West
- Scénario : Toby Davies et Mark Haskell Smith, d'après le roman Salty de Mark Haskell Smith
- Musique : David M Saunders
- Photographie : Alan Caudillo
- Montage : Nick Morris
- Production design : Marichi Palacios
- Production : Simon West, Jib Polhemus, Harry Stourton
- Société de production : Salty Films
- Distribution : Saban Films (Etats-Unis)
- Pays de production :  Royaume-Uni
- Langue d'origine : anglais
- Durée : 95 minutes
- Genre : comédie, action
- Dates de sortie[2] :
  - États-Unis : 8 septembre 2017
  - France : 7 novembre 2017 (en VOD)[réf. nécessaire]

## Distribution
- Antonio Banderas (VF : Pierre-François Pistorio ; VQ : Manuel Tadros) : Turk Henry
- Olga Kurylenko (VFB : Maia Baran) : Sheila Henry
- Ben Cura (VFB : Alexandre Crépet ; VQ : Antoine Durand) : Juan Carlos
- Mark Valley (VFB : Patrick Brüll ; VQ : Daniel Picard) : Ben Harding
- Aisling Loftus (VFB : Mélissa Windal) : Marybeth
- Martin Dingle Wall (VFB : Karim Barras) : Clive Muggleton
- Jesse Johnson (VFB : Bruno Mullenaerts) : Daniel
- Fernando Godoy (VFB : Gauthier de Fauconval) : Ramon
- Viviana Rodríguez (VFB : Fabienne Loriaux) : Ramira
- Jeremy Swift : Charlie
- Anna Francolini : Sandrine
- Emiliano Jofre (VFB : Esteban Oertli) : le garçon sur la plage vendeur de bières

Studio d'enregistrement : Libra Films
- Direction artistique : David Macaluso
- Adaptation : Aziza Hellal

Source pour la version française : Crédits à la fin du film / Source pour Esteban Oertli : wikidoublage.fandom.com
 Source et légende : version québécoise (VQ) sur Doublage.qc.ca